# Suzana Lazović
Suzana Lazović (n. 28 ianuarie 1992, în Podgorica) este o handbalistă din Muntenegru care joacă pentru clubul ŽRK Budućnost Podgorica pe postul de pivot.  
De asemenea, Lazović este componentă a echipei naționale a Muntenegrului. În 2011, ea a participat cu echipa țării sale la Campionatul Mondial desfășurat în Brazilia. Suzana Lazović a câștigat medalia de argint la Jocurile Olimpice din 2012 și este medaliată cu aur la Campionatul European din același an.

## Palmares

### Echipa națională
- Jocurile Olimpice:
  -  Medalie de argint: 2012

- Campionatul European:
  -  Medalie de aur: 2012

### Club
- Campionatul Muntenegrului:
  - Câștigătoare: 2008, 2009, 2010, 2011, 2012, 2013, 2014, 2015, 2016

- Cupa Muntenegrului:
  -  Câștigătoare: 2008, 2009, 2010, 2011, 2012, 2013, 2014, 2015, 2016

- Liga Campionilor EHF:
  -  Câștigătoare: 2012, 2015
  - Finalistă: 2014

- Liga Regională:
  - Câștigătoare: 2010, 2011, 2012

- Cupa Cupelor EHF Feminin:
  -  Câștigătoare: 2010

## Distincții personale
- Cea mai bună tânără handbalistă a anului din Muntenegru: 2008, 2009